# Салиньи, Шарль
Шарль Салиньи, 1-й герцог де Сан-Джермано (12 сентября 1772, Витри-ле-Франсуа — 25 февраля 1809, Мадрид) — французский бригадный генерал, приближённый Жозефа Бонапарта.

## Биография
Шарль де Салиньи родился в  дворянской семье Николя Луи де Салиньи (1736-1819), сеньора де Матинкур, в годы Директории — депутата от департамента Марна в Совете старейшин, и его жены Марии (родилась в 1742), дочери Николя де Баллидара (1712—после 1760), сеньора де Ла Пенисьера, капитана королевской артиллерии.
В 18 лет, 4 сентября 1791 года, Шарль де Салиньи поступил добровольцем в 3-й батальон волонтёров Марны, и был выбран су-лейтенантом. 21 декабря он был включен в состав 18-го пехотного полка, и в должности офицера для поручений участвовал в кампаниях 1792 и 1793 годов.
19 мая 1794 года Салиньи был назначен адъютантом командира батальона. В 1795—1797 он годах служил в Самбро-Мааской армии, с 1798 — в армии Англии, затем — в армии Майнца. За отличие Салиньи удостоился похвалы генерала Сульта, по представлению которого в 1799 году был произведён в бригадные генералы.
После нескольких лет мира, в течение которых Салиньи продолжал свою военную службу, в 1804 году он был последовательно награждён степенями легионера и командора ордена Почётного легиона. А в 1805 году, с началом войны Третьей коалиции, генерал Салиньи был назначен начальником штаба 4-го корпуса, командовал которым маршал Сульт. 14 октября 1805 года Салиньи принял капитуляцию города Меммингена.

## Неаполь и Мадрид
В 1806 году Салиньи переходит из французской в союзную неаполитанскую армию короля Жозефа Бонапарта, который дарует ему чин дивизионного генерала неаполитанской службы, титул герцога Сан-Джермано и делает его великим офицером ордена Обеих Сицилий. Герцогство Сан-Джермано получило название по одноименному городу на северной границе королевства, но, в отличие от герцогств, учреждаемых напрямую Наполеоном, оно не приносило никакой ренты носителю титула.
В 1808 Салиньи последовал за Жозефом, которого Наполеон «перевёл» с неаполитанского на испанский престол, в Испанию. Первоначально он был едва ли не единственным французом в свите короля. В конце 1808 года Салиньи был назначен командиром королевской гвардии (состоявшей, на тот момент, из одной роты), но уже в начале 1809 года скончался в Мадриде.

## Брак и дети
Салиньи вступил в брак в 1805 году, уже будучи генералом. Его избранницей стала Мари-Роз де Сен-Жозеф (1788-1864), дочь Антуана-Игнатия Антуана, богатого купца и мэра Марселя, и племянница Жюли Клари, жены Жозефа Бонапарта, королевы Неаполитанской и Испанской, и Дезире Клари, жены Бернадотта, королевы Швеции.
3 ноября 1813 года вдова генерала повторно вышла замуж: за вице-адмирала и морского министра Франции, герцога Дени Декре.
Единственная дочь генерала, Эжени де Салиньи де Сан-Жермано (1806, Париж — 24 мая 1830,там же) вышла замуж за Наполеона Гектора Сульта (1802—1857), сына маршала Сульта. Этот брак оставался бездетным

## Память
Имя генерала Салиньи выбито на западной стороне Триумфальной арки в Париже.